# Polybrachiorhynchus dayi
Polybrachiorhynchus dayi är en djurart som tillhör fylumet slemmaskar, och som beskrevs av Gibson 1977. Polybrachiorhynchus dayi ingår i släktet Polybrachiorhynchus och familjen Polybrachiorhynchidae. Inga underarter finns listade i Catalogue of Life.